# Iglesia de Santa María de la Asunción (Novales)
La iglesia de Santa María de la Asunción sita en la localidad de Novales, capital del municipio de Alfoz de Lloredo (Cantabria, España) es un templo católico que data del siglo XVI.

## Historia
Una resolución de 27 de agosto de 2001 (publicada en el BOC de 12 de septiembre) acordó incluir en el Inventario General del Patrimonio Cultural de Cantabria, como Bien Inventariado, el inmueble denominado Iglesia Parroquial de Novales, en Novales, Ayuntamiento de Alfoz de Lloredo.

## Descripción
Es un templo de planta basilical con tres naves de tres tramos, torre a los pies y ábside poligonal. La fábrica se cubre a tres aguas, y la fachada principal se encuentra orientada al mediodía.
Se ubica en el muro Sur una portalada de ingreso, cobijada por un soportal: Es de estilo clasicista en arco de medio punto, con dovelas rehundidas y hornacina sobre entablamento, en la que se contempla una Imagen en piedra e influencias del maestro Gregorio Fernández, de la Virgen de la Asunción. Junto a ella se halla la fecha de construcción: año de 1574. Otros elementos, anteriores a esta fecha, nos remontan a una planimetría realizada hacia 1544, siguiendo trazas de Juan de Vega.
Al interior, las naves a igual altura conforman una planta de salón muy espaciosa, con pilares cilíndricos y fasciculados, de tradición gótica, y bóveda de terceletes y combados. Contiene un soberbio retablo de mediados del siglo XVII, con extraordinarias esculturas de los apóstoles, con influencia de Gregorio Fernández en las entrecalles, y relieves de factura más popular en las calles laterales. Hacia 1621, Pedro de Cubas, en el primer tramo de la nave de la Epístola, realiza la capilla de Nuestra Señora del Rosario, lugar donde en la actualidad se encuentran su altar y retablo. Este, al igual que otros dos retablos salomónicos, pertenecen al siglo XVIII y resultan de gran interés tanto por su imaginería como por su estructura. 
Dentro de los bienes pertenecientes a esta parroquial cabe destacar un arca de madera taraceada.

## Galería de imágenes

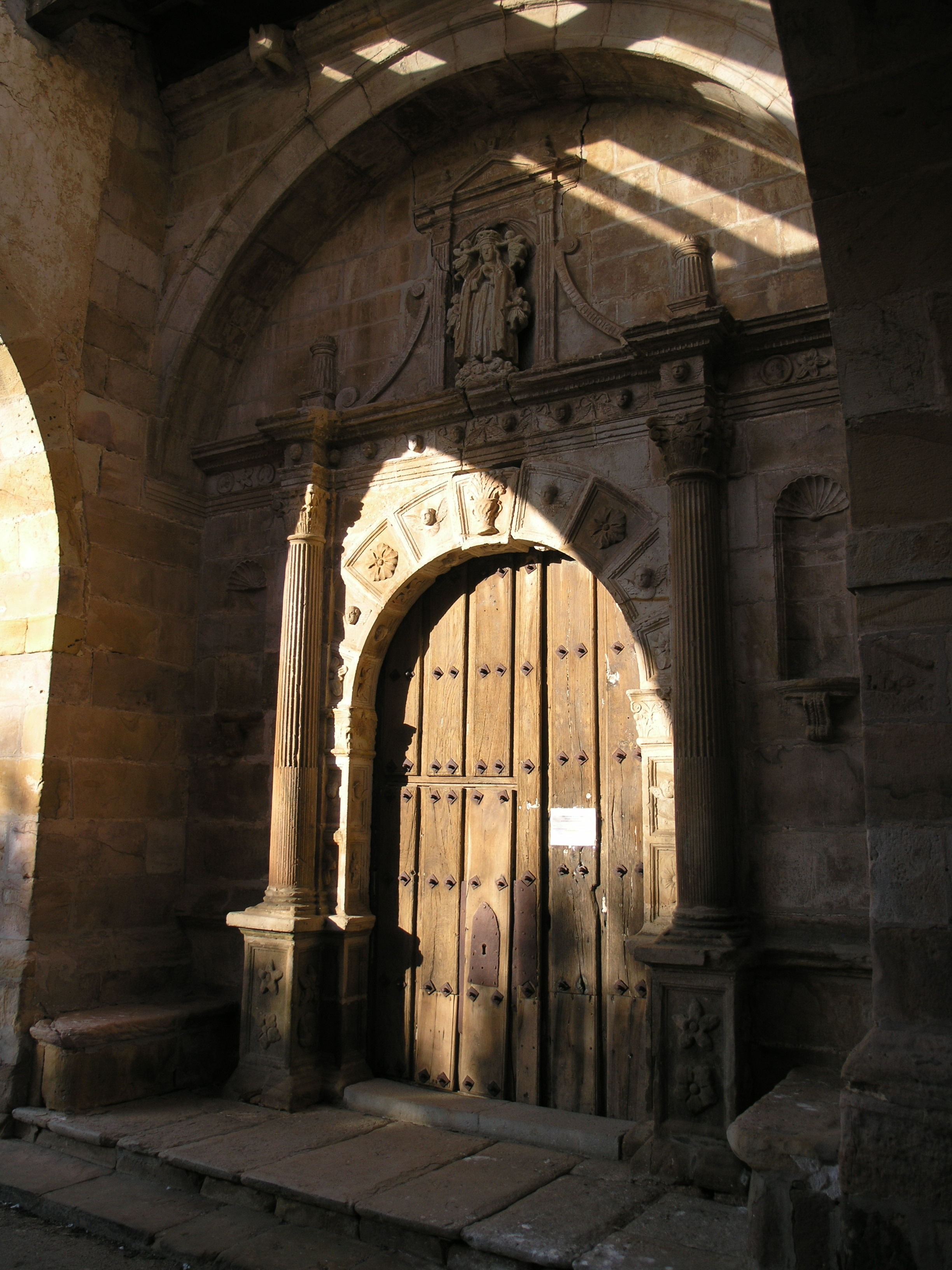
Portalada de ingreso del muro sur
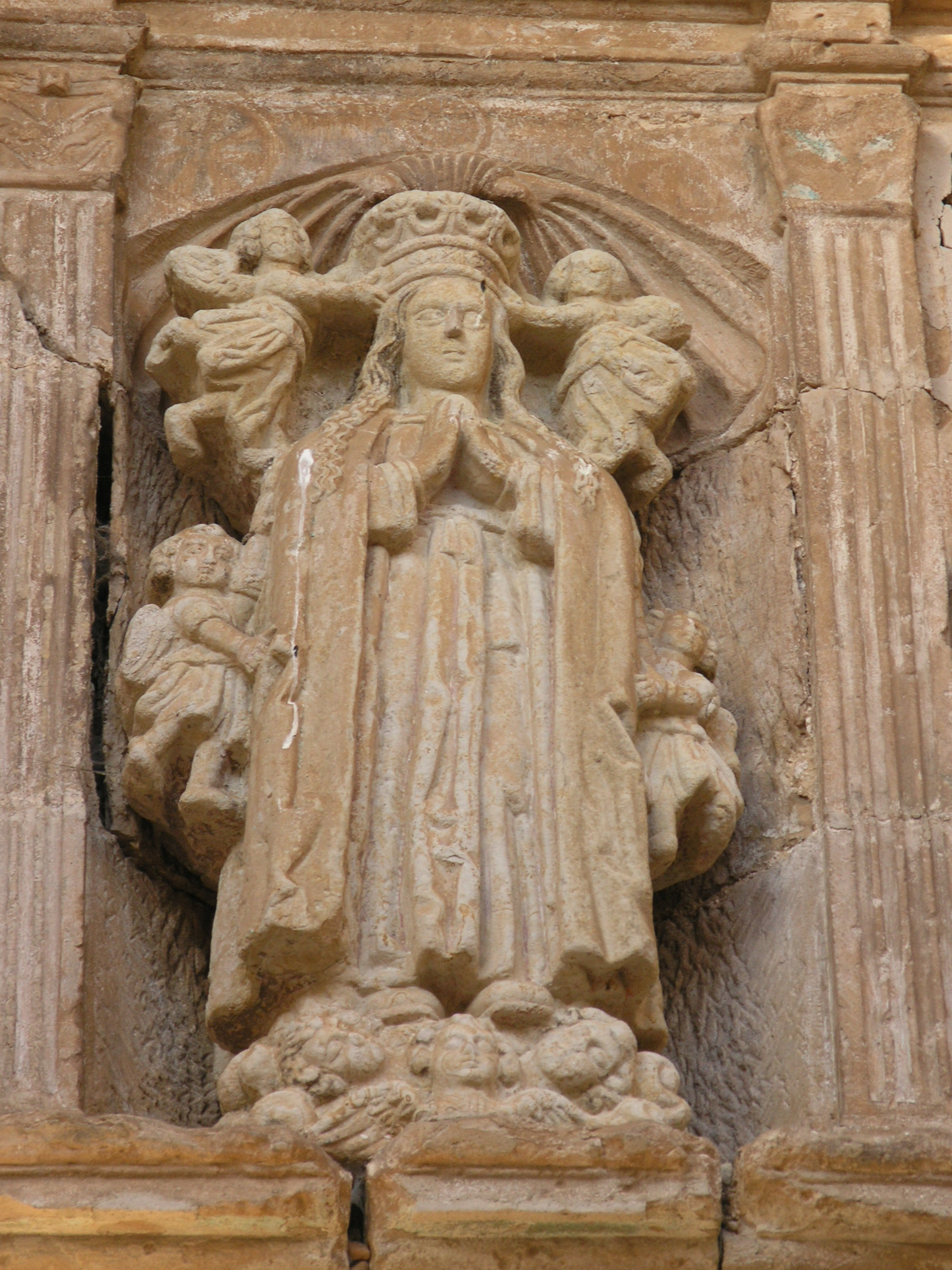
Imagen de la Coronación de la Virgen

- Wikimedia Commons alberga una categoría multimedia sobre Iglesia de Santa María de la Asunción.